# کوسوف (ناحیه شومپرک)
کوسوف (به چکی: Kosov) یک منطقهٔ مسکونی در جمهوری چک است که در ناحیه شومپرک واقع شده‌است. کوسوف ۵٫۴۷ کیلومتر مربع مساحت و ۳۰۷ نفر جمعیت دارد و ۴۰۴ متر بالاتر از سطح دریا واقع شده‌است.